# Couvent de Grilos
L'Igreja e Colégio de São Lourenço, populairement connue sous le nom d'Igreja dos Grilos, est un groupe d'édifices religieux de la ville de Porto, au Portugal.

## Histoire
Construit par les jésuites en 1577 dans un style maniériste baroque-jésuite, financé par les dons des fidèles, ainsi que par le frère Luís Álvaro de Távora, commandeur de Leça do Balio, de l'Ordre de Malte, dont les armoiries surmontent la façade principale, l'église et le couvent de São Lourenço ont été construits avec une forte opposition du conseil et de la population. Cependant, les disciples de saint Ignace de Loyola finirent par réussir à fonder le collège tant désiré avec des cours gratuits, qui connut rapidement un succès remarquable.
L'opposition de la population n'était pas dirigée contre les jésuites, mais contre le collège qu'ils avaient l'intention d'établir en raison des privilèges dont jouissaient les citoyens et qui empêchaient les nobles de rester dans la ville pour une période supérieure à trois jours.
Ainsi, le collège qui serait construit appellerait les enfants des nobles qui devraient résider dans la ville, mais grâce à quelques ruses des religieux, l'opposition des bourgeois a été vaincue.
Avec l'expulsion des jésuites en 1759, sur ordre du marquis de Pombal, l'église fut donnée à l'Université de Coimbra jusqu'à ce qu'elle soit achetée par les frères Augustins déchaux de Santo Agostinho qui y séjournèrent de 1780 à 1832. Ces frères venus d'Espagne en 1663, s'installèrent d'abord à Lisbonne, sur le site de Grilo, où ils gagnèrent rapidement la sympathie de la population, gagnant le nom de « frades-grilos », donnant ainsi le nom à l'église où ils se trouvaient à Porto.
Pendant le siège de Porto, les frères ont été contraints de quitter le couvent, qui était occupé par les troupes libérales de D. Pedro. Le bataillon académique, intégrant Almeida Garrett, s'y installe. Aujourd'hui, l'ensemble appartient au Grand Séminaire qui l'occupe depuis 1834.

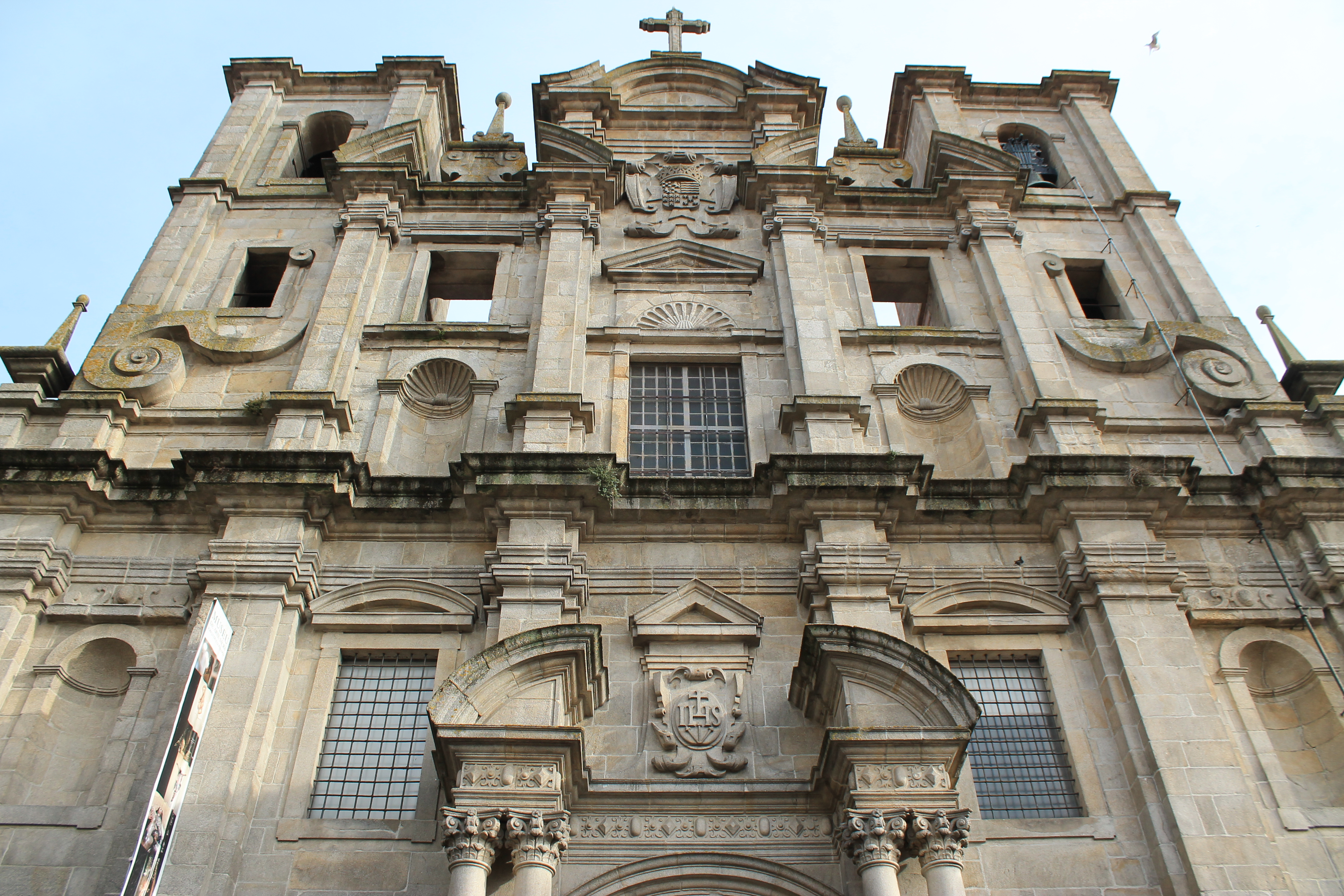
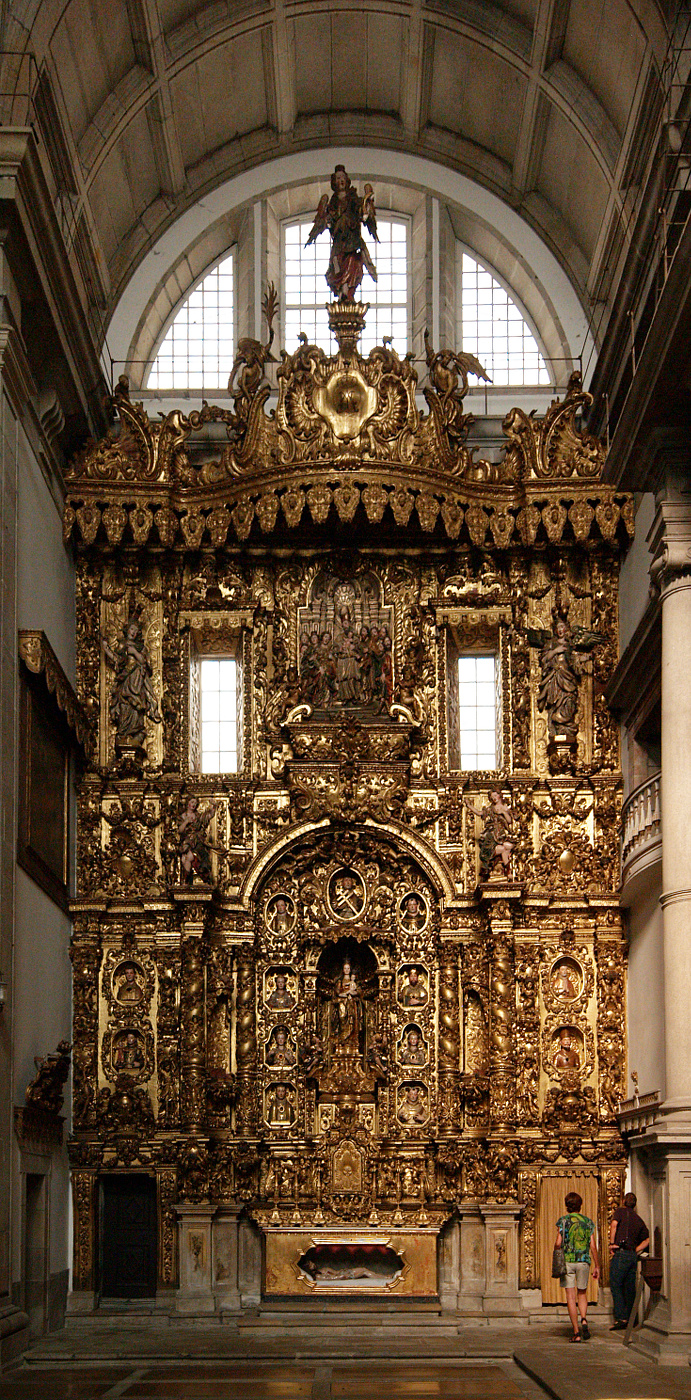
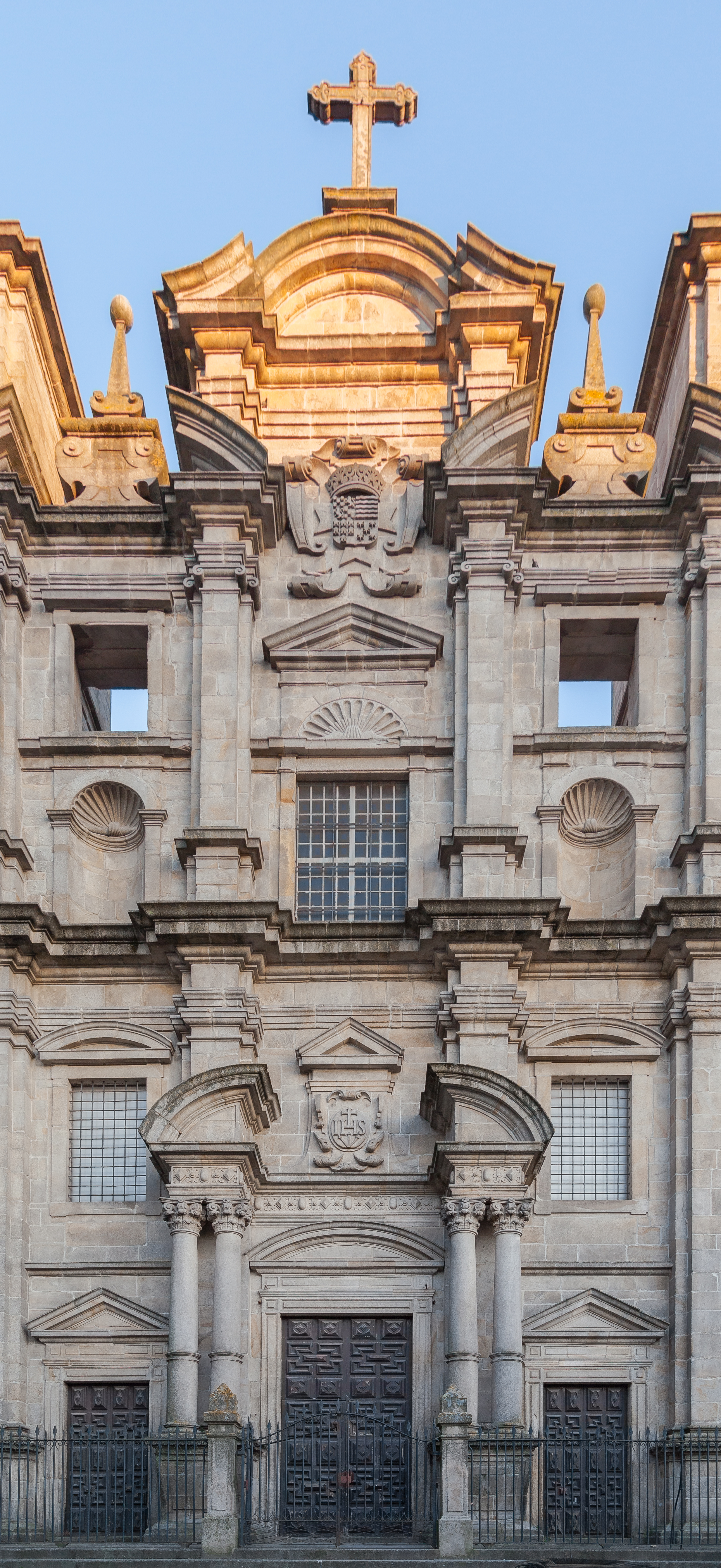
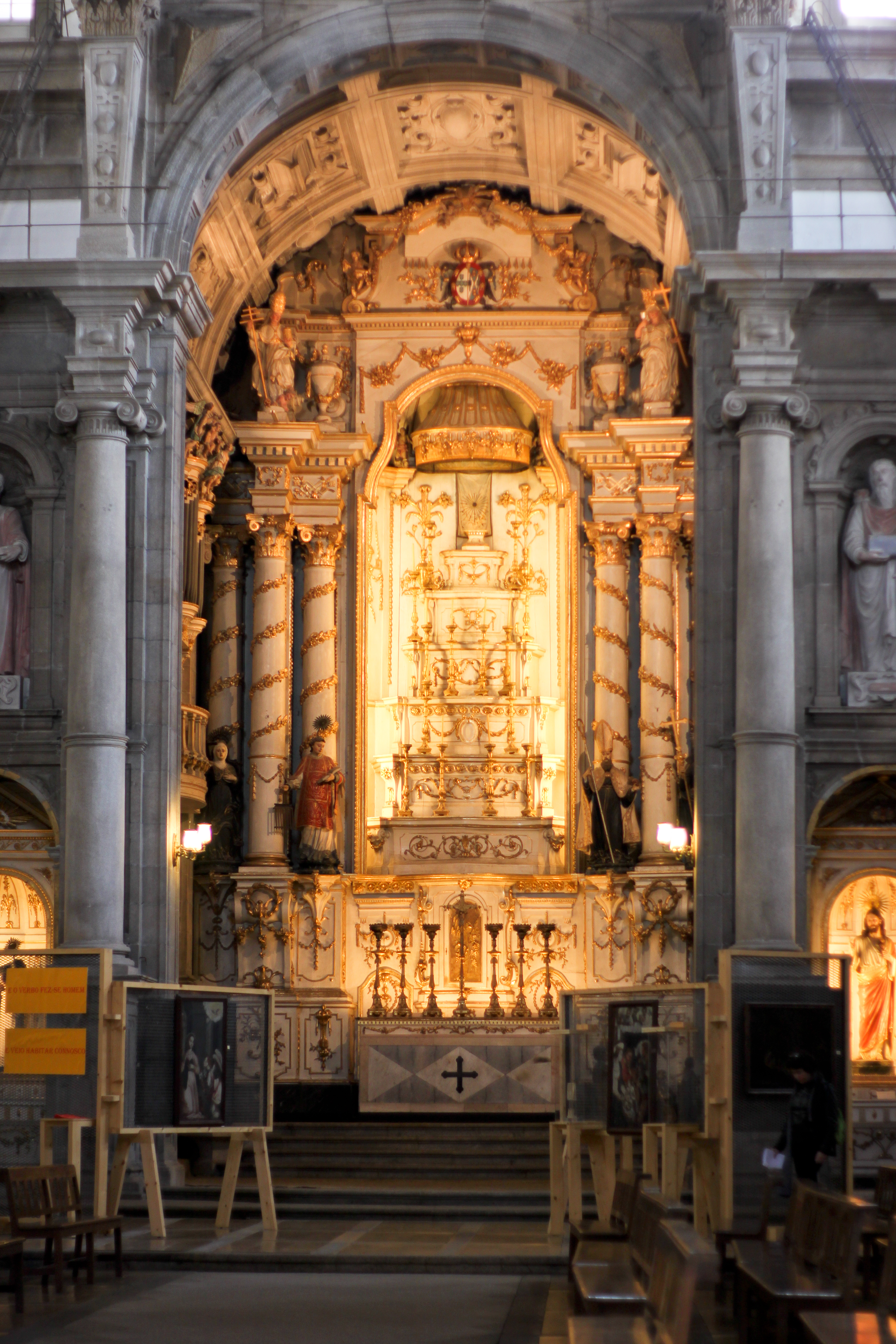